# Seán Ó Conaill
Seán Ó Conaill (né à Cill Rialaig, Comté de Kerry, en Irlande en 1835 et mort en 1931) était un conteur traditionnel, un fermier et un pêcheur irlandais. Son répertoire a été publié dans le Leabhar Sheáin Í Chonaill (1948).